# Stig Claesson
John Stig Claesson (Huddinge, 2 de junio de 1928 – Estocolmo, 4 de enero de 2008), también conocido con el sobrenombre de Slas, fue un escritor, artista visual e ilustrador sueco. 

## Biografía
Claesson estudió en la Real Academia Sueca de las Artes entre 1947 y 1952. En este tiempo, empezó a ilustrar las novelas de escritores como Per Anders Fogelström.
Debutó como escritor en 1956, cuando contaba con 28 años. En su carrera, escribió más de 80 libros. Muchos de sus libros se basan en viajes al extranjero y se mueven en la frontera entre el periodismo y la ficción. Entre sus éxitos más destacados, figuran En vandring i solen (1976), con el que se hizo una película en 1978 protagonizada por Gösta Ekman. Claesson proporcionó obras sobre las regiones remotas y rurales de Suecia y describe el conflicto entre la ciudad y el campo en libros como Vem älskar Yngve Frej (1968), que se tradujo en diez idiomas y llevada a la televisión en 1973 protagonizada por Allan Edwall. Su último libro fue God Natt Fröken Ann en 2006.
La obra de Stig Claesson recibió numerosos premios, como el premio literario del periódico "Svenska Dagbladet" y el Premio Selma Lagerlöf. La Universidad de Uppsala le otorgó el título de doctor honoris causa en 1974.
Claesson era padre del actor Leif Claesson. Su otro hijo, el artista Nils Claesson, publicó un retrato revelador de su padre en el libro Blåbärsmaskinen (2009), que fue muy discutido en Suecia tras su publicación. 